# Пальче
Пальче — село в Україні, у Підгайцівській сільській громаді Луцького району Волинської області. Населення становить 388 осіб.

## Географія
Село розташоване за 25 км від обласного центру. Через село пролягає автошлях національного значення Н22 та залізниця, на якій знаходиться однойменний пасажирський зупинний пункт. Селом тече річка Конопелька

## Історія
Село засноване 1545 року. У 1906 році село Покощівської волості Дубенського повіту Волинської губернії. Відстань від повітового міста 50 верст, від волості 14. Дворів 53, мешканців 389.
12 червня 2020 року, відповідно з розпорядженням Кабінету Міністрів України № 708-р «Про визначення адміністративних центрів та затвердження територій територіальних громад Волинської області», село увійшло до складу Підгайцівської сільської громади Ківерцівського району.
17 липня 2020 року, в результаті адміністративно-територіальної реформи та ліквідації Ківерцівського району, село увійшло до складу Луцького району.

## Населення
Згідно з переписом УРСР 1989 року чисельність наявного населення села становила 421 особа, з яких 185 чоловіків та 236 жінок.
За переписом населення України 2001 року в селі мешкало 387 осіб 100 % населення вказало своєю рідною мовою українську мову.